# Naoko Fukuman
Naoko Fukuman (japanisch 福万尚子, Fukuman Naoko; * 3. März 1992) ist eine japanische Badmintonspielerin. 

## Karriere
Naoko Fukuman nahm 2010 an den Olympischen Jugend-Sommerspielen teil, schied dort jedoch in der Vorrunde aus. Bei den Austrian International 2010 wurde sie bereits Zweite im Damendoppel mit Minatsu Mitani. Ein Jahr später siegte sie im Doppel mit Kurumi Yonao bei den Malaysia International. Bei der Japan Super Series 2011 schieden beide dagegen in der 1. Runde aus.